# Martin Revermann
Martin Revermann ist ein deutscher Klassischer Philologe.

## Leben
Er erwarb 1997 den DPhil an der University of Oxford. Er lehrt als Professor für Klassische Zivilisation und Theaterwissenschaft an der University of Toronto.
Seine Forschungsinteressen beschränken sich nicht auf die griechisch-römische Antike, sondern decken die Kulturgeschichte des Theaters (sowohl westlicher als auch asiatischer Art) umfassender und bis zum 21. Jahrhundert ab.

## Schriften (Auswahl)
- Comic business. Theatricality, dramatic technique, and performance contexts of Aristophanic comedy. Oxford 2006, ISBN 0-19-815271-X.
- mit Peter R. Wilson (Hrsg.): Performance, iconography, reception. Studies in honour of Oliver Taplin. Oxford 2008, ISBN 978-0-19-923221-5.
- mit Ingo Gildenhard (Hrsg.): Beyond the fifth century. Interactions with Greek tragedy from the fourth century BCE to the Middle Ages. Berlin 2010, ISBN 978-3-11-022377-4.
- (Hrsg.): The Cambridge companion to Greek comedy. Cambridge 2014, ISBN 978-0-521-76028-7.